# Sonata fortepianowa nr 17 Beethovena

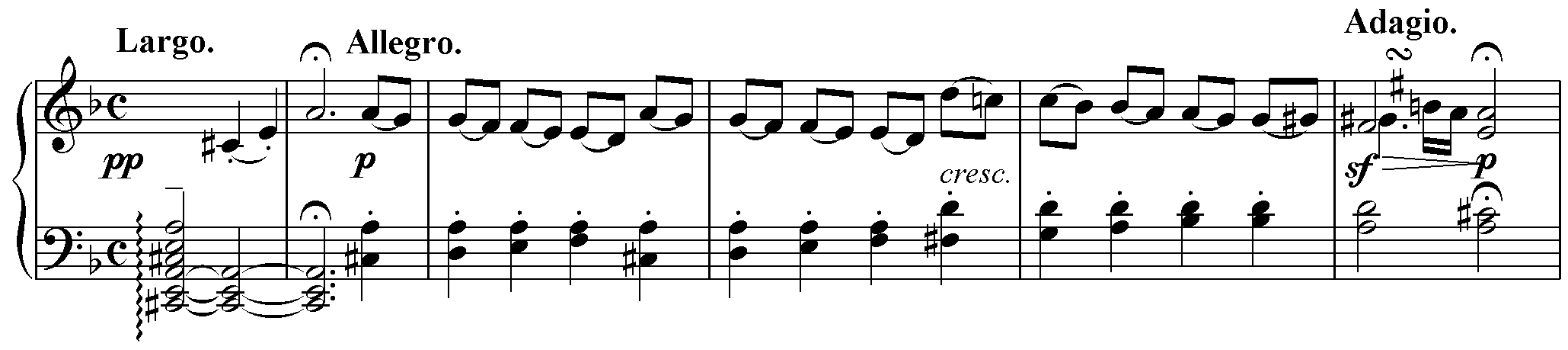
Początek Sonaty d-moll op. 31/2.

Sonata fortepianowa nr 17 d-moll op. 31 nr 2 Ludwiga van Beethovena, tzw. "Burza", jest środkową ze zbioru trzech sonat op. 31. Powstała w latach 1801–1802.

## Części utworu
1. Largo - Allegro
2. Adagio
3. Allegretto